# FK Hejnice

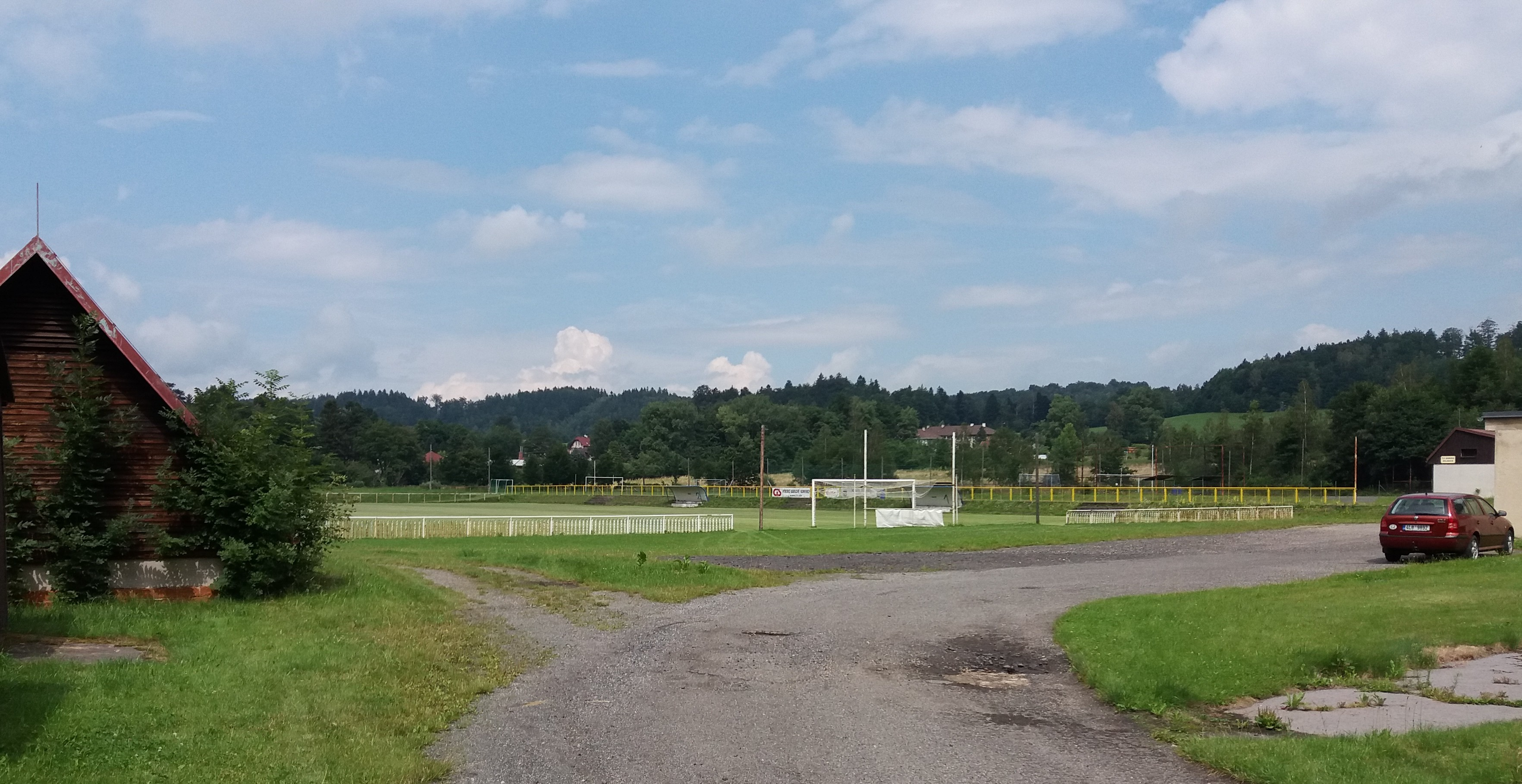
Hejnické fotbalové hřiště

FK Hejnice je fotbalový klub ze severočeských Hejnic, založený v roce 1945.

## Historie
V době svého založení se klub jmenoval SK Hejnice. Vedle fotbalu tehdy měl družstva házené, boxu, odbíjené a stolního tenisu. Hned následující rok se místnímu fotbalovému družstvu povedlo vyhrát tak zvaný Pohár pohraničí. Ovšem další vývoj klubu až do roku 1964 byl omezován nestabilitou hráčského kádru, navíc docházelo ke střídání trenérů a ani zázemí se nenacházelo na dostatečné úrovni. Roku 1950 došlo k přejmenování klubu na TJ Jiskra Hejnice.
Roku 1965 ze sportovního klubu TJ Jiskra Hejnice za přispění národního podniku Autobrzdy Jablonec nad Nisou, závod Hejnice a OV ČSTV vznikl nový sportovní klub pojmenovaný TJ Autobrzdy Hejnice. Od té doby hraje fotbalové mužstvo střídavě 1B třídu, 1A třídu či Krajský přebor. Právě účast v Krajském přeboru je největším úspěchem zdejšího fotbalového mužstva.
Spolu se vznikem TJ Autobrzdy Hejnice došlo k zahájení výstavby fotbalových hřišť. Vzniklo jednak hřiště škvárové a vedle něho také hřiště s travnatým povrchem. Spolu s nimi bylo zbudováno také zázemí pro sportovce, včetně plochy pro házenou. K roku 2013 má místní fotbalový klub k dispozici dvě travnatá hřiště, přičemž hlavní hrací plocha je navíc vybavena také umělým zavlažováním.
Od počátku roku 2013 nese hejnický klub nový název, a sice FK Hejnice. Soutěžní zápasy hraje celkem pět mužstev: přípravka, žáci, dorost a muži A a B. Přípravka, mladší žáci i dorost hrají okresní přebory svých věkových kategorií, muži B skupinu sever třetí třídy okresní soutěže dospělých a první mužstvo, tedy muži A, nastupovali v krajské 1. A třídě. V sezóně 2014/2015 se za Frýdlantem umístili na druhé místě a postoupili do krajského přeboru Libereckého kraje.